# Storiografia sull'attentato di via Rasella
La storiografia sull'attentato di via Rasella presenta un'ampia varietà di interpretazioni e giudizi discordanti, riflettendo le reazioni contrastanti suscitate dall'azione gappista all'indomani del suo compimento e la lunga serie di controversie successive. L'attenzione degli storici si è concentrata in particolare sul rapporto sussistente tra l'azione gappista e l'eccidio delle Fosse Ardeatine, ossia sul modo in cui il comando dei GAP, nella pianificazione dell'attacco, considerò la prospettiva di provocare una violenta rappresaglia: eventualità remota, o comunque tutt'altro che certa, in virtù della particolare politica d'occupazione adottata dai tedeschi a Roma, nonché dell'inesistenza di precise disposizioni in materia di contromisure; rischio che non poteva impedire la conduzione di una decisa lotta partigiana; oppure obiettivo stesso dell'attentato al fine di diffondere un sentimento di sdegno tra la popolazione, in modo da spingerla a schierarsi più attivamente contro i tedeschi.

## Anni cinquanta e sessanta

### Roberto Battaglia,Storia della Resistenza italiana(1953)
Lo storico Roberto Battaglia, partigiano azionista passato nel dopoguerra al PCI, scrisse di via Rasella e delle Fosse Ardeatine nella sua pionieristica Storia della Resistenza italiana, edita per la prima volta nel 1953 e poi ripubblicata in edizione riveduta e integrata nel 1964:
Descritta la dinamica dell'azione, Battaglia afferma che «tutto si svolge nel modo previsto», mentre «[c]iò che non è previsto è la reazione tedesca nella forma atroce che essa assume». Dunque continua: «L'"errore" della Resistenza romana considerata nel suo complesso, fu, caso mai, un altro, anzi l'opposto: fu quello di non essere riuscita, dopo le Fosse Ardeatine, a portare più avanti l'offesa al tedesco, a rendere più continua e intensa l'attività armata: che era oltre tutto, come dimostrò l'esperienza della guerra di liberazione, l'unico modo concreto per porre un limite al metodo della rappresaglia, per costringere il nazista a rinunciare a questo strumento efferato del proprio dominio».

### Enzo Piscitelli,Storia della Resistenza romana(1965)
Nella sua opera sulla Resistenza romana, pubblicata nel 1965 con il patrocinio dell'Istituto romano per la storia d'Italia dal fascismo alla Resistenza (IRSIFAR), Enzo Piscitelli scrive che nel marzo 1944
Secondo Piscitelli, «inutile e vile fu l'acre polemica, iniziatasi l'indomani delle Fosse Ardeatine e protrattasi a lungo, dopo la liberazione, sull'inutilità dell'attentato e sulla mendace possibilità offerta agli audaci esecutori di salvare la vita dei 335 martiri (nessun documento esiste su questo punto e tra l'esecuzione dell'attentato e l'inizio del massacro, compiuto di nascosto, passarono appena 24 ore!). La polemica fu un volgare espediente tirato in ballo dagli assenti, dai reazionari e dai residui fascisti per dividere e indebolire, allora, le forze attive della Resistenza ostacolando, in seguito, un fecondo rinnovo delle istituzioni». Tuttavia, a vent'anni dai fatti la polemica sarebbe stata «fugata», grazie alla «sintesi che opera la storia».

### Giorgio Bocca,Storia dell'Italia partigiana(1966)
In una sua opera sulla Resistenza del 1966, Giorgio Bocca fu tra i primi ad affermare che il terrorismo dei GAP fosse finalizzato a provocare i tedeschi e i fascisti per spingerli a inasprire le violenze verso la popolazione, valutando positivamente tale condotta come espressione di una «moralità rivoluzionaria», la quale «non può tollerare isole di privilegio e di ingiusto rispetto, che si uccida, si torturi, si incendi nei villaggi di montagna e nei quartieri operai mentre le enclaves della borghesia cittadina restano tranquille e, dentro, tranquilli gli oppressori». Bocca continua scrivendo che, in contrasto con gli altri partiti e al di là delle loro stesse intenzioni dichiarate,
Nel formulare tale giudizio, Bocca non fa specifico riferimento all'attentato di via Rasella ma si riferisce genericamente al «terrorismo ribelle», categoria in cui include il principale attentato compiuto dai GAP romani, definendolo più avanti «il maggiore atto del terrorismo partigiano».
Bocca chiarì il suo punto di vista in un'intervista del 1981, nella quale dichiarò che l'attentato era stato un atto «necessario perché Roma, in quel periodo, era una città "aperta"; per ragioni di politica del Pontefice; del Vaticano; degli Alleati, veniva esclusa dalla guerra partigiana; [...] Allora, in una situazione come questa, mi pareva fosse giusto che dei gruppi, delle avanguardie partigiane in lotta cercassero di coinvolgere la città capitale del paese in una lotta che era la lotta di tutto il Paese. Questo privilegio di Roma di rimanere fuori dalla guerra, mi sembrava un privilegio un po' immorale. [...] con quell'atto, chiamiamolo pure "terroristico", si era cercato di far capire all'intero paese, e al mondo, che anche a Roma si combatteva contro i tedeschi».
Nel 1999 Bocca tornò sull'argomento, contestando la descrizione degli uomini del "Bozen" come «pacifici altoatesini, entrati quasi per obiezione di coscienza in un reparto della polizia ausiliaria, che, forse per tenersi in esercizio, aveva dato la caccia ai partigiani nell'Alto Adige eliminandone ogni presenza».

### Robert Katz,Morte a Roma(1967)
Il giornalista statunitense Robert Katz, autore nel 1967 della prima monografia sull'argomento, si schiera anch'egli apertamente in difesa della legittimità morale dell'attentato. Tuttavia, diversamente da Bocca, Katz non ritiene che i gappisti – descritti come giovani «nuovi alla guerra» e inconsapevoli del grado di ferocia del nemico – cercassero una violenta reazione tedesca per impartire una lezione alla popolazione. Allo stesso tempo, respinge l'accusa secondo cui i partigiani «avrebbero dovuto sapere che i tedeschi avrebbero commesso delle atrocità in una forma o nell'altra», e quindi astenersi dal compiere l'attentato, liquidandola come il prodotto di «ragionamenti che tendono ad incitare alla sottomissione» verso ogni forma di oppressione e minaccia. Lo scrittore statunitense giudica la lotta armata l'unica valida alternativa alla sottomissione, dato che anche la resistenza passiva e la non collaborazione potrebbero provocare reazioni violente dell'occupante. Proprio l'estrema violenza della strage delle Fosse Ardeatine, un massacro senza precedenti in Italia, avrebbe dimostrato che i partigiani agirono giustamente: non erano essi a dover prevedere le atrocità tedesche, bensì i non resistenti, i quali avrebbero dovuto quindi «lottare uniti contro l'occupante».
Giudicando «assurdo isolare una singola azione in un movimento genuino di resistenza», negare l'opportunità dell'attacco di via Rasella equivarrebbe, secondo Katz, a rifiutare la resistenza nel suo complesso, dato che sarebbe «facile concludere che qualsiasi azione partigiana, fra le cento compiute a Roma, avrebbe potuto avere per conseguenza l'eccidio delle Ardeatine». Contestare l'azione gappista del 23 marzo (la cui unica criticità sarebbe il non aver dato i risultati sperati dai partigiani) equivarrebbe inoltre a screditare tutti i combattenti di ogni movimento di liberazione europeo e ciò a sua volta significherebbe «disarmare i combattenti per la libertà di domani».

## Anni novanta

### Lutz Klinkhammer,L'occupazione tedesca in Italia(1993) eStragi naziste in Italia(1997)
In un saggio del 1993 sull'occupazione tedesca in Italia, lo storico tedesco Lutz Klinkhammer cita la lettera di Luigi Longo al PCI romano dell'8 gennaio 1944, giudicandola «una fonte di fondamentale importanza per spiegare la crescita della Resistenza in Italia e della repressione contro di essa». Riconoscendo che Longo avesse ragione nell'affermare che le rappresaglie procurassero agli occupanti l'ostilità della popolazione, Klinkhammer ritiene che «i dirigenti comunisti mettevano consapevolmente in conto le rappresaglie contro la popolazione civile, anzi in questo conto individuavano quasi un effetto auspicabile, in quanto esso aizzava la popolazione contro la potenza armata e apportava un maggior potenziale di sostegno ai partigiani».
Tuttavia, se le rappresaglie in generale erano messe in conto dai partigiani, secondo Klinkhammer, tornato sull'argomento nel 1997, l'entità numerica della strage delle Fosse Ardeatine «era difficilmente prevedibile», dato che in precedenza «non c'era mai stato in Italia un atto di vendetta di tali dimensioni. Solo a seguito di questo diventò possibile presagire a quali repressioni fosse pronta la forza d'occupazione».

### Friedrich Andrae,La Wehrmacht in Italia(1995)
Un altro storico tedesco, Friedrich Andrae, affrontando la questione in uno studio del 1995 sui crimini di guerra tedeschi in Italia, indica tre possibili motivazioni dell'attentato: oltre a denunciare la violazione dello status di città aperta da parte dei tedeschi e a demoralizzare i fascisti in un giorno per loro solenne, Andrae assegna «particolare rilevanza» alla terza possibile causa, individuata nell'«intenzione dei Gap di sfidare i tedeschi, di spingerli alla rappresaglia, che a sua volta avrebbe accresciuto l'odio della popolazione nei confronti della potenza occupante, come pure di dare nuovo impulso al movimento resistenziale romano, fortemente disunito al proprio interno, per mezzo di un'azione spettacolare, con l'obiettivo di provocare una sollevazione popolare dei romani o incitare uno stato d'animo rivoluzionario, anche tenuto conto della vicinanza delle forze armate alleate e di una loro auspicata rapida avanzata su Roma».

### Aurelio Lepre,Via Rasella(1996)
Aurelio Lepre, autore nel 1996 di un instant book su via Rasella, scrive che i romani erano impegnati nella difficile lotta per la sopravvivenza ed erano restii a farsi coinvolgere nella guerra, cosicché il fine dei gappisti era «tentare di costringerli a schierarsi, attraverso un gesto di estrema violenza». Sulla scelta dei GAP di attaccare i tedeschi avrebbe influito anche il fatto che «la facilità dell'esecuzione dell'attentato in via Tomacelli e la mancanza di reazioni diedero la falsa impressione di una guerriglia che poteva portare i suoi colpi senza coinvolgere la popolazione civile nelle rappresaglie»; si trattava però di un «calcolo errato», giacché i gappisti praticavano, oltre a un terrorismo scientifico, anche uno «fondato sull'improvvisazione, sull'intuito, che guardava al gesto da compiere più che alle sue possibili conseguenze».
In base a una ricostruzione che Lepre riprende dagli scritti di Amendola, i gappisti sarebbero stati intenzionati a colpire ancora una volta i fascisti durante le celebrazioni per il 23 marzo, giorno per loro solenne, ripiegando sull'attentato contro i tedeschi in via Rasella – «preparato solo in alternativa» – una volta saltato il piano originario; tuttavia attaccare dei soldati tedeschi «non era la stessa cosa, e l'esempio di via Tomacelli non valeva più». Lepre commenta: «Se i gappisti avessero esaminato le possibili conseguenze dell'attentato, avrebbero dovuto prevedere una dura rappresaglia». Lepre dunque continua: «L'attentato di via Rasella non fu dovuto alle necessità della guerra, ma a una serie di scelte e anche di errori di cui nessuno, nel compierli, si rese pienamente conto». Più avanti, lo storico critica comunque la condotta dei gappisti, perché, «se prima di via Rasella non immaginavano che vi sarebbero potute essere rappresaglie così spietate e che all'uccisione dei soldati tedeschi si sarebbe risposto con una strage, continuarono anche in seguito a progettare attentati di eguale portata e che avrebbero potuto avere conseguenze analoghe».
Secondo Lepre, la posizione delle componenti moderate del CLN, contrarie a inasprire la situazione con gli attentati, rifletteva l'atteggiamento della maggior parte della popolazione di Roma, mentre il «tentativo degli attentatori di spingere a ogni costo i romani alla lotta era una forzatura degli avvenimenti, perché a Roma la resistenza era ancora molto debole e tale rimase». Lepre conclude che i «gappisti non raggiunsero gli obiettivi che si erano prefissi: l'attentato [di via Rasella] servì soltanto a mostrare la ferocia del nemico. Un risultato pagato a prezzo troppo elevato di morti, quelli italiani delle Fosse Ardeatine, ma anche quelli tedeschi».

### Renzo De Felice,Mussolini l'alleato 1940-1945. II. La guerra civile(1997)
Renzo De Felice, nell'ultimo volume, pubblicato postumo, della sua monumentale biografia di Mussolini, dedica una nota a piè di pagina all'attentato di via Rasella, che egli considera un caso esemplare della «sostanziale autonomia» militare dei partiti di sinistra rispetto al CLN centrale. A proposito dell'attentato, De Felice rileva che, nonostante «la sua importanza e le polemiche che ha suscitato, su di esso manca un vero studio a carattere storico»; egli reputa tutte «generiche e ripetitive», sull'argomento, le storie della Resistenza romana di Renato Perrone Capano, Enzo Piscitelli, Viva Tedesco, mentre a suo giudizio offrono qualche «elemento in più» il volume collettaneo Una «inutile strage»? Da via Rasella alle Fosse Ardeatine e le memorie di Rosario Bentivegna, Franco Calamandrei e Giorgio Amendola.
Dopo aver esposto le tesi circa il terrorismo di Leo Valiani (secondo cui quello delle rappresaglie era un rischio accettato dai resistenti) e di Giorgio Bocca (tesi della «pedagogia impietosa»), in merito alla strategia comunista in generale De Felice scrive:
Inoltre, tra le appendici documentarie del volume, fu pubblicata per la prima volta una lettera che Giorgio Amendola aveva scritto nel 1964 al politico radicale Leone Cattani circa le posizioni assunte sull'attentato dagli altri partiti antifascisti nel corso della successiva riunione della giunta militare del CLN. Rinvenuta da De Felice nell'archivio di Cattani, la lettera di Amendola conferma sostanzialmente le ricostruzioni che lo stesso dirigente comunista aveva fornito a Robert Katz nel 1967 e nelle proprie memorie del 1973.

### Paolo Pezzino,Anatomia di un massacro(1997)
In un saggio del 1997 dedicato a un analogo caso di "memoria divisa", quello dell'eccidio di Guardistallo, Paolo Pezzino dedica alcune riflessioni anche a via Rasella. Richiamandosi a Lepre, Pezzino ritiene che lo scopo dei partigiani fosse quello di costringere la popolazione a schierarsi. Facendo riferimento alla tesi della "pedagogia impietosa" di Bocca, Pezzino individua proprio nella rappresaglia lo strumento mediante il quale coinvolgere la popolazione nella lotta contro gli occupanti, come fu intuito anche da quegli ufficiali tedeschi che si opposero senza successo alla strage «per motivazioni appunto "politiche" e non certo umanitarie». Pezzino sostiene che i partigiani agissero mossi da un'"etica del sacrificio" (una forma di "etica della convinzione", concetto elaborato da Max Weber in contrapposizione all'"etica della responsabilità"), la quale li «spinge[va] spesso a valutare come secondarie le considerazioni di salvaguardia della vita umana (in primo luogo la propria)».

### Alberto Benzoni, Elisa Benzoni,Attentato e rappresaglia(1999)
Nel 1999 uscì il libro  Attentato e rappresaglia, scritto a quattro mani da Alberto Benzoni (saggista, esponente del PSI, già vicesindaco di Roma) e da sua figlia Elisa (storica). Il volume – che non si avvale di documenti o testimonianze inediti, bensì offre un'attenta rilettura della letteratura storiografica e memorialistica già disponibile – interpreta l'attentato come parte di un piano strategico del PCI romano, finalizzato a suscitare un'insurrezione popolare, della quale i comunisti avrebbero voluto porsi alla guida e che, nelle loro intenzioni, avrebbe dovuto fortemente ridimensionare l'influenza degli altri partiti in seno al movimento resistenziale.
Il libro intende spiegare i «più di cinquant'anni di straordinaria autocensura» a cui, secondo i Benzoni, si era assistito fino ad allora sull'argomento. In proposito i due autori individuano «due sostanziali motivi. Il primo si ispira all'esigenza – in primo luogo psicologica – di negare ogni rapporto tra 23 e 24 marzo, tra attentato e rappresaglia. Separazione oggettivamente insensata: la rappresaglia fu conseguenza dell'attentato; conseguenza della quale gli attentatori dovevano ragionevolmente tenere conto. Ciò non attenua in alcun modo l'orrore delle Fosse Ardeatine e la condanna nei confronti di coloro che di questo orrore furono protagonisti. È una considerazione di elementare senso comune; ma che viene rifiutata da quanti pensano che ogni azione del nazismo, male assoluto, debba essere, e in ogni circostanza, separata dal suo contesto; e che quindi la condizione per condannare la rappresaglia sia il silenzio sul 23 marzo. Il secondo è di portata più generale e riguarda la necessità di conservare l'immagine della lotta di Liberazione come fatto unitario, soprattutto nei confronti di tentativi di delegittimazione di parte fascista».
I Benzoni respingono la tesi secondo cui una rappresaglia per l'attentato di via Rasella, data la presunta mancanza di significative reazioni alle tante azioni a fuoco precedenti, sarebbe stata imprevedibile: «Al contrario, come in una specie di roulette russa, ogni attentato senza risposta accresceva la possibilità che essa scattasse e con maggiore violenza dopo l'azione seguente. In altre parole, la rappresaglia tedesca era da ritenere pressoché certa, proprio perché si riferiva a un'azione non solo clamorosa ma successiva a molte altre». Individuato comunque un precedente significativo nella rappresaglia del 7 marzo conseguente a un attentato gappista in piazza dei Mirti, resa nota dai tedeschi con un comunicato che i due autori giudicano «ampiamente noto a tutti» (e ricordato da Bentivegna stesso), i Benzoni ritengono «indiscutibile che, nell'orizzonte della dirigenza gappista, una reazione violenta e sproporzionata dei tedeschi, rispetto alla provocazione gravissima che avrebbero subito, dovesse essere considerata quasi una certezza. Essa era un elemento fondamentale dell'equazione politico-militare che il PCI aveva di fronte».
In quest'ottica, secondo gli autori, l'attentato ebbe come bersaglio principale i tedeschi, e come bersaglio secondario le posizioni – dal PCI considerate attesiste – di chi, nella popolazione e nello stesso fronte resistenziale, era contrario ad alzare il livello di violenza dello scontro con gli occupanti. La rappresaglia tedesca sarebbe stata considerata in anticipo dagli attentatori come un elemento utile a diffondere nella popolazione l'odio contro l'occupante, in modo da metterla – sulla base di un calcolo poi rivelatosi errato – sulla strada dell'insurrezione. Precedenti come la rappresaglia per l'attentato in piazza dei Mirti avrebbero dovuto far dubitare che i tedeschi avrebbero reagito con una violenza indiscriminata contro la popolazione, essendo «assai più probabile che reagissero seguendo quella prassi di rappresaglia feroce, ma mirata, che avevano già avuto occasione di applicare».
Il libro pone l'accento sui forti dissensi contro l'attentato sia nell'ambito del CLN romano, sia da parte delle altre forze resistenti, come i monarchici e il gruppo di Bandiera Rossa. I Benzoni definiscono estremistica e avventurista, oltre che fallimentare, la sopra descritta strategia del PCI romano; sostengono che tale linea politica non sia stata condivisa nemmeno dall'intero PCI, e che la medesima sarebbe stata di lì a poco definitivamente accantonata per effetto della svolta di Salerno. Secondo i Benzoni, la storiografia di sinistra avrebbe nel dopoguerra passato sotto silenzio tali contrasti interni alla Resistenza, mossa dall'esigenza di creare un'immagine della lotta di liberazione come lotta unitaria. Il libro si chiude con la richiesta di un «gesto di pietà» non solo per i morti delle Ardeatine, ma anche per gli altoatesini del Polizeiregiment "Bozen":
Paolo Pezzino ha criticato il libro dei Benzoni considerandolo un esempio di «uso (e abuso) pubblico della storia», aggiungendo che la «tesi del libro, essere stata via Rasella frutto di una strategia insurrezionale e avventurista del PCI, o meglio di una parte dei suoi componenti, merita di essere discussa, anche se non è certo nuova, ma è accompagnata da una pericolosa tendenza a sostituire la carenza, o la scarsa conoscenza, delle fonti storiche con congetture e ipotesi non verificabili».
Dopo la morte di Erich Priebke nel 2013 è stato diffuso un suo video-testamento, nel quale l'ex capitano delle SS afferma che a via Rasella i gappisti agirono allo scopo di provocare la rappresaglia. In tale occasione Alberto Benzoni ha riproposto la sua tesi: «può succedere che anche il peggiore dei criminali [...] possa enunciare una qualche verità. E, nel caso specifico, l'ex ufficiale delle SS, quando sostiene che l'attentato del 23 marzo aveva per scopo di scatenare reazioni e controreazioni incontrollabili che dovevano sfociare nell'insurrezione, ha perfettamente ragione».

### Alessandro Portelli,L'ordine è già stato eseguito(1999)
In un saggio di storia orale sulla memoria di via Rasella e delle Fosse Ardeatine del 1999, Alessandro Portelli si propone di contestare l'interpretazione presente «nella maggior parte della storiografia e nei libri di scuola, oltre che nelle polemiche politiche e giornalistiche», in cui le due vicende sono «trattate come un evento unico e autoconcluso», sostenendo che invece rappresentano «due eventi distinti, connessi tra loro da una relazione evidente ma tutt'altro che automatica, anzi altamente problematica».
Secondo Portelli, la «credenza nell'automaticità e inevitabilità della rappresaglia» si fonderebbe sulla convinzione che via Rasella fosse la prima azione dei partigiani romani, mentre «al centro di Roma erano già avvenuti attentati in cui erano stati uccisi parecchi tedeschi, senza che ne seguisse una rappresaglia sulla popolazione». Più in generale, dopo aver sottolineato come l'occupazione tedesca di Roma fosse caratterizzata da numerose e gravi violenze contro i civili spesso non determinate da alcun precedente attentato partigiano, Portelli sostiene non esservi mai stato un rapporto di coimplicazione fra le stragi perpetrate dai nazisti e i precedenti attacchi effettuati dalla Resistenza, in quanto, da una parte, non ogni attacco partigiano era seguito da una corrispondente rappresaglia tedesca; dall'altra, «non è vero [...] che ogni massacro tedesco fu una risposta a un'azione partigiana».
In specifico, Portelli reputa che una rappresaglia come quella delle Fosse Ardeatine (che egli definisce «un massacro senza precedenti in Italia») non si potesse prevedere sulla base delle fucilazioni avvenute a Forte Bravetta prima del 23 marzo, poiché, pur seguendo talvolta ad azioni partigiane, in quei casi «non si trattò di stragi indiscriminate, ma dell'esecuzione di condanne a morte già pronunciate dopo almeno una parvenza di processi, su persone accusate di azioni specifiche. La notizia fu data, con manifesti e sui giornali, solo dopo il fatto; la relazione con gli attentati venne suggerita per contiguità ma non formalmente proclamata». Quest'ultima affermazione è tuttavia contraddetta da quanto precedentemente riportato dallo stesso Portelli: la fucilazione, eseguita il 2 febbraio a Forte Bravetta, di undici partigiani di Bandiera Rossa condannati a morte dal Tribunale militare pochi giorni prima, fu «annunciata come risposta all'attacco di via Crispi» (compiuto il 24 gennaio contro un autocarro tedesco). Data la propensione dei tedeschi a non dare notizia degli attentati subiti in modo da non dare pubblico rilievo alla Resistenza, la particolarità di via Rasella consiste, per Portelli, nell'essere il primo attentato «che non si può pubblicamente fingere di ignorare», a causa della sua «combinazione di gravità e visibilità».
Circa i soldati del "Bozen", Portelli critica la posizione di Norberto Bobbio (secondo cui essi furono «vittime innocenti perché scelte a caso»), affermando che la guerra consiste «proprio nello spararsi addosso fra sconosciuti» e non sono solo i volontari a morire in battaglia. Inoltre, pur mostrandosi scettico riguardo alla versione che attribuisce ai militari di truppa il rifiuto di partecipare alla rappresaglia, ritenendola «funzionale da un lato all'esaltazione del cattolicesimo, e dall'altro alla dimostrazione che agli ordini era possibile sottrarsi», afferma che «l'inadeguatezza militare attribuita a questi uomini è anch'essa segno di un'alterità culturale, se non di una resistenza implicita, rispetto al modello delle SS. In un contesto del genere, è un merito non essere guerrieri, e gli va riconosciuto».
Recensendo il saggio di Portelli, Paolo Pezzino scrive che «la valutazione della ricaduta dell'azione sulla popolazione non poteva non essere stata presa in considerazione dai gappisti, e appare poco convincente Portelli quando sostiene che non era affatto scontata la reazione tedesca, dato che in passato l'automatismo fra azione partigiana e rappresaglia tedesca non era scattato, e "al centro di Roma erano già avvenuti attentati in cui erano stati uccisi parecchi tedeschi, senza che ne seguisse una rappresaglia sulla popolazione". Egli stesso deve ammettere che via Rasella non era "il primo attentato partigiano – ma il primo che non si può pubblicamente fingere di ignorare", e quindi, proprio per la sua "combinazione di gravità e visibilità", una rappresaglia era da considerare più che probabile, anche se non se ne potevano prevedere le esatte dimensioni».
Pezzino ribadisce la propria tesi secondo cui la rappresaglia fu «una delle conseguenze volute dai gappisti» per costringere la popolazione a schierarsi, come spiegato da Giorgio Bocca «in un libro che per essere stato scritto in tempi più tolleranti verso le ideologie rivoluzionarie è senz'altro meno reticente su questo punto». Tale mutamento interpretativo nella storiografia più favorevole ai gappisti va inquadrato, secondo Pezzino, in una generale «autocensura partigiana» sulla propria «identità rivoluzionaria», dovuta a «un imbarazzo, precisamente quello di riportare la giustificazione delle proprie azioni a motivazioni di un'ideologia rivoluzionaria oggi non solo sconfitta sul terreno politico, ma anche accompagnata da un generale e progressivamente incontrastato disdoro sul piano etico. Eppure è da presumere, considerando i caratteri di quell'ideologia, nella specifica declinazione stalinista che era propria di quegli anni, che proprio l'intento rivoluzionario fosse prevalente in molti di quei giovani che con cosciente scelta politica parteciparono alla resistenza, e tanto più in gappisti come quelli romani, per lo più intellettuali di giovane età, e perciò propensi ad una valutazione positiva di gesti estremi».

### Enzo Forcella,La Resistenza in convento(1999)
Sempre nel 1999, fu pubblicato postumo il libro La Resistenza in convento del giornalista e storico Enzo Forcella, già presidente dell'Istituto romano per la storia d'Italia dal fascismo alla Resistenza (IRSIFAR). Quest'opera, contenente in appendice uno scritto autobiografico in cui l'autore dichiara la «profonda, invincibile estraneità che [lo] divide dalle immagini che [del biennio 1943-45] ha conservato e tramandato la storia "ufficiale"», intende richiamare l'attenzione su quell'ampia fascia di cittadinanza romana (tra cui egli stesso) che durante l'occupazione tedesca fu indifferente alla resistenza e, impegnata nella difficile lotta per la sopravvivenza, attese passivamente l'arrivo degli Alleati. Forcella evidenzia che le preoccupazioni per la propria sopravvivenza condizionarono anche diversi capi del CLN e del Fronte militare clandestino, i quali trascorsero i mesi d'occupazione sotto la protezione del Vaticano all'interno delle mura del complesso del Laterano.
Circa via Rasella, Forcella approfondisce tra l'altro il tema della spaccatura provocata dall'attentato all'interno del CLN. I fatti del 23 marzo riacutizzarono il conflitto tra le destre e le sinistre del CLN, con le prime contrarie agli attentati e le seconde, guidate dai comunisti, intenzionate al contrario a sviluppare una guerriglia urbana in preparazione dell'insurrezione popolare. L'eccidio delle Fosse Ardeatine fece vacillare l'equilibrio in favore della linea della componente moderata (e del Vaticano), il cui successo finale fu segnato dal fallimento dell'insurrezione e dal pacifico passaggio di poteri dai tedeschi agli anglo-americani. Lo storico mostra come nel dopoguerra gli uomini del CLN rimossero i contrasti dalla memoria di quegli eventi, anche attraverso dichiarazioni reticenti durante i processi e omissioni nei loro scritti, per non scalfire il "paradigma antifascista" alla base della legittimazione storica della Repubblica. Su tale argomento Forcella era già intervenuto più volte negli anni precedenti con diversi articoli sui principali quotidiani nazionali.

### Rab Bennett,Under the Shadow of the Swastika(1999)
In uno studio sui "dilemmi morali" della Resistenza, lo storico britannico Rab Bennett sostiene che i dilemmi più angosciosi concernono la questione del costo umano che la resistenza armata imponeva alla popolazione civile esponendola alle ritorsioni tedesche. Le varie risposte a tale questione determinarono profonde divisioni filosofiche, morali e pratiche soprattutto tra i resistenti comunisti e gli altri, in quanto per Bennett
Bennett controbatte alle argomentazioni di Robert Katz secondo cui criticare l'attentato di via Rasella equivarrebbe a incitare alla sottomissione e a rifiutare ogni forma di lotta di liberazione. Secondo Bennett, sebbene tale argomento non sia privo di qualche validità sul piano generale, risulterebbe inadeguato nel rispondere agli interrogativi concernenti le specifiche circostanze e il momento dell'attentato, le motivazioni politiche di parte che muovevano gli attentatori, e il giudizio negativo dei gruppi di resistenza non comunisti, i quali non potevano essere accusati di passività e vile arrendevolezza. Bennett afferma che l'avanzata attraverso l'Italia meridionale degli eserciti alleati, prossimi a liberare Roma il 4 giugno 1944, suscita dei dubbi circa la necessità e l'opportunità militari dell'attentato, data l'imminenza di una ritirata tedesca; dunque conclude: «L'azione non può essere considerata un'ultima disperata possibilità. Ponendo i propri obiettivi politici al di sopra di considerazioni umanitarie, i partigiani comunisti dimostrarono ben poco riguardo e sensibilità verso il grado di sofferenza umana [provocato dalla rappresaglia], che era prevedibile e seguì la consolidata prassi tedesca».
Lo storico britannico – rifacendosi anche ad alcuni scritti del capo partigiano comunista jugoslavo Milovan Đilas – ritiene che le strategie e le tattiche di guerriglia impiegate dai partiti comunisti durante la seconda guerra mondiale fossero diretta emanazione della loro ideologia, in particolare di una visione teleologica della storia secondo cui il corso degli eventi procederebbe inesorabilmente verso l'edificazione della società futura. Secondo Bennett i partiti comunisti, considerandosi gli unici a possedere una «visione scientifica» della realtà e una corretta mappa dello scorrere della storia (in cui il nazismo era ritenuto il rantolo mortale del capitalismo), in nome delle generazioni future non avrebbero esitato a utilizzare ogni mezzo pur di raggiungere i propri obiettivi politici. Dunque, avrebbero agito senza riguardi verso le sofferenze dei propri popoli nella generazione attuale, sentendosi liberi da ogni normale vincolo etico o responsabilità morale per gli effetti delle proprie azioni. In quest'ottica, la resistenza e la liberazione dall'occupazione tedesca non avrebbero rappresentato un fine, ma un mezzo sulla strada della rivoluzione.

## Anni duemila

### Gabriele Ranzato,Roma, inDizionario della Resistenza(2000)
Nel 2000 la Einaudi pubblicò un Dizionario della Resistenza. Nella voce sulla Resistenza romana, Gabriele Ranzato scrive che l'attentato di via Rasella
Tuttavia, sempre secondo Ranzato, nell'ambito locale romano la rappresaglia delle Ardeatine riuscì nell'intento di intimidire la popolazione, privò le organizzazioni della Resistenza di numerosi esponenti anche importanti, e complessivamente segnò una battuta d'arresto per la Resistenza romana, compresa quella comunista, che dopo via Rasella non riuscì più a portare a segno operazioni di tale portata. Lo sciopero generale indetto dal CLN per il 3 maggio 1944 fu un sostanziale fallimento, e, diversamente da molte altre città italiane, la liberazione da parte degli Alleati non fu preceduta da alcuna insurrezione.
La voce suscitò delle polemiche tra storici. Giovanni Belardelli contestò l'esclusione dalla bibliografia della voce di tre libri critici verso «l'interpretazione tradizionale» dell'attentato: Via Rasella di Aurelio Lepre (1996), Attentato e rappresaglia di Alberto ed Elisa Benzoni (1999) e La Resistenza in convento di Enzo Forcella (1999). In replica, Ranzato affermò di non aver citato i tre testi non ritenendoli essenziali, criticando in particolare il libro dei Benzoni, che definì «così modesto e tendenzioso da non poter trovare estimatori che in coloro i quali usano la materia storiografica solo per le rese di conti personali e la lotta politica», e denunciò l'esistenza di «una sorta di Gladio storiografica» anticomunista. I Benzoni risposero di essere preoccupati «per il mondo, quello della sinistra, cui ci onoriamo di appartenere. Quella di Ranzato è la sinistra della Linea e dei suoi sacerdoti». I due autori inoltre si dolsero per il fatto che il loro libro non aveva suscitato l'auspicata discussione su via Rasella: «Da quella parte abbiamo avuto soltanto silenzio».
Circa le affermazioni di Ranzato sul «ricatto delle rappresaglie» e la legittimità morale ancor più che giuridica dell'attentato, Paolo Pezzino scrive:

### Richard Raiber,Anatomy of Perjury(2001)
Lo storico statunitense Richard Raiber afferma che, «come molte azioni partigiane, via Rasella non ottenne alcun risultato tangibile», poiché il reparto colpito non era delle SS, provocò non un'insurrezione ma un'atroce rappresaglia e spinse i tedeschi, timorosi che l'azione fosse collegata a un'offensiva alleata dalla testa di ponte di Anzio e Nettuno, a inasprire ulteriormente le misure repressive contro la già sofferente popolazione romana.

### Joachim Staron,Fosse Ardeatine e Marzabotto(2002)
Joachim Staron, storico tedesco autore di un ampio studio sugli eccidi delle Fosse Ardeatine e di Marzabotto nel mito nazionale dell'Italia repubblicana, scrive che ai vari miti sugli eventi romani del marzo 1944 diffusi a destra corrispondono «altre leggende, diffuse soprattutto a sinistra, come quella riassumibile nell'affermazione, più volte ripetuta dagli attentatori di via Rasella nel corso dei vari processi, secondo cui essi non avrebbero assolutamente potuto prevedere l'eventualità di una rappresaglia».
L'autore cita diversi testimoni del processo Kappler del 1948 a sostegno del fatto che, prima dell'attentato di via Rasella, i tedeschi avevano già eseguito a Roma rappresaglie per azioni partigiane mediante fucilazioni di dieci prigionieri per ogni loro caduto. Sulla base delle testimonianze rese da Bonomi e dai generali Bencivenga e Armellini al processo Kappler, Staron rileva che la Resistenza romana era spaccata in merito all'opportunità di compiere attentati, con i favorevoli in posizione di minoranza; inoltre, sulla base delle memorie di Bentivegna, rileva che la questione era discussa all'interno dello stesso PCI. Lo storico tedesco quindi scrive:
Secondo lo studioso, se è plausibile che i gappisti, allora appena ventenni, non avessero piena consapevolezza delle conseguenze della loro azione, lo stesso non si può affermare per i dirigenti che impartirono loro l'ordine. Dunque – rifacendosi anch'egli alla tesi del terrorismo "pedagogico" di Bocca – Staron, pur sottolineando la «fondamentale differenza» tra il regime di terrore dei nazisti e la resistenza, conclude che, «per lo meno ai livelli più alti del movimento resistenziale, si aveva piena consapevolezza delle dimensioni che avrebbe potuto assumere un'eventuale rappresaglia. Dunque, non era tanto l'attentato in sé quanto piuttosto la probabile rappresaglia che ne sarebbe conseguita che doveva risvegliare la popolazione romana dal suo letargo e convincerla della vera natura del regime di occupazione».
Sul Corriere della Sera del 6 febbraio 2007 apparve una breve nota di Ernesto Galli della Loggia, nella quale quest'ultimo, polemizzando contro la «ortodossia resistenzial-antifascista», approvava la tesi di Staron secondo cui il vero scopo dell'attentato di via Rasella era stato quello di provocare una rappresaglia. In risposta a Galli della Loggia, Alessandro Portelli scrisse una lettera al quotidiano milanese contestando tale tesi di Staron. Secondo Portelli lo storico tedesco, dall'affermazione della prevedibilità di una rappresaglia da parte dei partigiani (prevedibilità che Portelli ritiene indimostrata), «salta, senza argomentarlo e con un notevole balzo logico, ad affermare che quindi hanno agito con l'intenzione di provocarla». Portelli confuta inoltre l'asserzione di Staron secondo cui, al momento dell'attentato, non ci sarebbero stati comunisti fra i prigionieri dei tedeschi.

### Lorenzo Baratter,Le Dolomiti del Terzo Reich(2005)
Negli anni duemila, lo storico Lorenzo Baratter in diverse pubblicazioni ha divulgato in italiano lo stato della storiografia in lingua tedesca sul Polizeiregiment "Bozen" e gli altri reggimenti di polizia sudtirolesi. Nel 2005 Baratter, in un saggio sulla storia dell'Alpenvorland, ha scritto che a via Rasella «i partigiani comunisti colpirono un simbolo che non era quello previsto». Lo storico critica tutti quegli autori che, descrivendo erroneamente il reggimento come un'unità di SS, «non hanno avuto alcuno scrupolo ad accostare i soldati del "Bozen" allo stereotipo del soldato germanico, il biondo invasore impegnato con la sua orda di camerati ad imporre la sanguinosa volontà di Hitler». Al contrario Baratter sostiene che prima dell'arruolamento quegli uomini, in quanto sudtirolesi, «erano stati tra le vittime predilette dalla repressione nazista e fascista», e alla luce delle nuove acquisizioni storiografiche definisce «disarmante che ancora oggi si continui a sostenere, in malafede, che il "Bozen" fosse formato da volontari appartenenti alle famigerate SS, già responsabili di efferate azioni contro cittadini inermi ed ebrei, o addirittura corresponsabili della strage delle Fosse Ardeatine».
Baratter propone quindi una riflessione:
Considerando il valore simbolico dell'obiettivo, appare a Baratter del tutto sfavorevole all'azione gappista il confronto con un altro attentato antitedesco seguito da una terribile rappresaglia: l'operazione Anthropoid, con cui nel 1942 la resistenza cecoslovacca uccise a Praga il potente Reinhard Heydrich, Reichsprotektor di Boemia e Moravia e numero due delle SS. Sebbene l'attentato di Praga avesse provocato il tremendo massacro di centinaia di abitanti del paesino di Lidice (e di diverse migliaia di cecoslovacchi nella successiva repressione), l'uccisione di uno dei massimi gerarchi del Terzo Reich aveva permesso alla resistenza cecoslovacca di conseguire un obiettivo di elevato valore simbolico: «colpire con precisione chirurgica un centro nevralgico, il cuore ideologico e più feroce del sistema di occupazione». Baratter conclude quindi la sua riflessione con una domanda: «l'attentato partigiano di via Rasella contro i soldati altoatesini del "Bozen" rappresentava un obiettivo che poteva essere considerato "pagante"? E da chi?».

## Anni duemiladieci

### Rapporto della Commissione storica italo-tedesca (2012)
Nel 2009 i ministri degli esteri di Italia e Germania costituirono una Commissione storica italo-tedesca, a cui fu attribuito il «compito di occuparsi del passato di guerra italo-tedesco ed in particolare del destino degli internati militari italiani deportati in Germania, al fine di contribuire alla creazione di una cultura della memoria comune ai due paesi». Nel suo rapporto, pubblicato nel 2012, la Commissione definisce quella di via Rasella la più nota e «la più gravida di conseguenze» delle azioni dei GAP, consistenti in «attentati politici» che «avevano anche lo scopo di scuotere la maggioranza della popolazione civile dallo stato di attesa passiva in cui versava», ossia «di dimostrare la forza della Resistenza e di mobilitare strati sempre più ampi della popolazione contro il regime d'occupazione»; obiettivo generalmente non conseguito:
Sebbene sia storicamente accertato che questo genere di attentati abbia suscitato critiche in parte della popolazione italiana, la gran parte di essa (fatta eccezione per una minoranza di fascisti che collaboravano attivamente all'occupazione) condivise comunque un atteggiamento di avversione nei confronti dei tedeschi occupanti, considerando questi ultimi responsabili del persistere della guerra.

### Santo Peli,Storie di Gap(2014)
Secondo Santo Peli, nella strategia del PCI i GAP avevano una duplice funzione: prima di tutto quella di offrire alle masse, in particolare alla classe operaia, «esempi concreti di lotta» tali da vincere la loro passività e indurle all'azione; inoltre quella di creare nelle città un'atmosfera di guerra, al fine di impedire che vi si consolidasse «un modus vivendi» fra i nazifascisti e la popolazione civile, il quale avrebbe garantito «ai tedeschi un comodo sfruttamento delle risorse e ai fascisti di accreditarsi come governo legittimo».
Sulla scorta di tale ricostruzione, Peli offre una valutazione articolata della tesi di Bocca sulla "pedagogia impietosa". Egli scrive infatti che, se «applicata all'intera vicenda dei Gap, questa interpretazione si rivela assai schematica e riduttiva, oltre che tendenziosa». Peli riconosce invece alla tesi di Bocca una «verità parziale» se riferita alle prime azioni messe in atto dai GAP nel 1943: «per creare un clima di guerra, per costringerli a mostrare anche nelle città del Centronord il vero volto dell'occupazione, i tedeschi vanno attaccati, subito e duramente, e la rappresaglia è un elemento dolorosamente utile, che serve a bruciare gli spazi di mediazione, i tentennamenti».
Passando poi a trattare l'attentato di via Rasella, Peli annovera tra quelle che definisce «pseudo-verità» l'asserzione secondo cui «il rapporto di 10 a 1 tra prigionieri da trucidare e tedeschi uccisi [...] fosse del tutto prevedibile, in quanto derivante da una presunta "legge di guerra", o da una prassi consolidata al punto da essere da tutti conosciuta. In realtà, in Italia come nel resto d'Europa, il rapporto 10:1 viene utilizzato in modo sporadico, a seconda di un insieme di mutevoli circostanze, e gli esempi di mancate rappresaglie, o di rappresaglie dove la proporzione è di 50, o di 100 a 1, sono abbondanti».
Continua Peli:

### Carlo Gentile,I crimini di guerra tedeschi in Italia(2015)
Dopo aver brevemente descritto le vicende del movimento partigiano nel Lazio, in Umbria e nelle Marche tra la fine del 1943 e i primi mesi del 1944, con un aumento, verso la fine dell'inverno, sia degli attentati contro i tedeschi, sia degli scontri fra questi ultimi e i partigiani, sia della repressione tedesca che colpì anche civili inermi, Gentile scrive: «È in questo quadro di crescente instabilità nelle immediate retrovie del fronte che il 23 marzo 1944 avvenne a Roma un grave attentato ai danni di una compagnia della Ordnungspolizei in marcia in via Rasella [...]. Quell'attentato, tra i più sanguinosi nell'Italia occupata, e la rappresaglia che ne seguì avevano dimostrato che la potenza occupante era ben lontana dall'avere in pugno Roma, dove pure la vita di tutti i giorni sembrava proseguire indisturbata nonostante la vicinanza del fronte. L'attentato di via Rasella segnò la fine della fase di relativa quiete che i tedeschi e i fascisti erano riusciti a imporre in città. Al di là della morte dei 34 militari sudtirolesi, senza contare i numerosi feriti, l'attentato aveva un notevole peso simbolico, oltre che militare, dal momento che Roma era praticamente sguarnita di truppe tedesche».
Circa l'«impatto dell'attentato di via Rasella sulla condotta di guerra tedesca nei confronti di partigiani e civili», Gentile (in disaccordo con Lutz Klinkhammer, per il quale l'attentato aveva costituito una «sorta di cesura mentale») scrive che le «fonti disponibili non consentono di affermare sulla base di prove concrete che la politica di repressione abbia subito trasformazioni decisive o si sia inasprita, almeno in un primo tempo. È vero piuttosto che anche dopo l'attentato di via Rasella la lotta antipartigiana proseguì nelle forme che già conosciamo». Secondo Gentile, le offensive antipartigiane nelle retrovie della 14ª Armata iniziate alla fine di marzo non furono provocate dall'impressione dell'attentato, ma dalla momentanea sospensione dei combattimenti sul fronte di Cassino che, avvenuta proprio il 23 marzo in conseguenza del fallimento della prima offensiva alleata, rese possibile ai tedeschi la destinazione di forze alla lotta antipartigiana.

### Gabriele Ranzato,La liberazione di Roma(2019)
Il saggio di Gabriele Ranzato La liberazione di Roma, pubblicato nel 2019, contiene una lunga sezione dedicata alla disamina delle ragioni dell'attentato, definite «controverse».
Secondo Ranzato, escluse preliminarmente dalla discussione le ragioni dei sostenitori del nazifascismo, «la riflessione sulla moralità o meno dell'attentato di via Rasella ha come cornice principale la contrapposizione tra coloro che nell'ambito dell'antifascismo intendevano partecipare, nella forma della lotta partigiana, alla guerra degli eserciti alleati e coloro che i primi chiamavano "attesisti" poiché intendevano limitare il più possibile quell'intervento armato, per diversi motivi, la cui base di fondo era però costituita dalla consapevolezza che gli Alleati avrebbero comunque liberato il paese e quindi bastava attenderli. Poiché questa contrapposizione non riguardava solo i partiti antifascisti ma anche gran parte della società italiana, si può considerare certo che la posizione attendista fosse la più popolare e diffusa». Secondo Ranzato, l'atteggiamento degli attendisti di «fuga dalla guerra» è comprensibile; tale comprensione «non può però implicare una rivalutazione di quel diffuso sentimento popolare fino a farne un criterio di lettura di tutta la vicenda italiana del 1943-1945, e tanto meno può portare a un rovesciamento della scala dei valori della Resistenza che collochi la lotta armata nel suo gradino più basso».
A proposito del dissenso contro l'attentato che fu espresso nella riunione del CLN romano del 26 marzo 1944, Ranzato scrive che sarebbe stato «impossibile sconfessare, soprattutto per la rappresaglia che aveva provocato, un atto di guerra contro i tedeschi compiuto in nome della Resistenza, senza suscitare un sicuro sconcerto tra gli Alleati, che per i loro atti di guerra subivano a loro volta micidiali "rappresaglie" e "vendette" da parte dei loro nemici germanici. Né americani né inglesi, i cui soldati cadevano ogni giorno a centinaia per l'imperativo di vincere la guerra, avrebbero potuto comprendere una condanna di quei pochi italiani che come loro uccidevano tedeschi ubbidendo a quello stesso imperativo, per il fatto che ciò aveva provocato, come accadeva continuamente in quella guerra, il sacrificio di tanti civili».
Ranzato prende in considerazione la tesi di Alberto ed Elisa Benzoni secondo cui l'attentato di via Rasella avrebbe avuto come reale scopo non tanto quello di colpire l'esercito tedesco, quanto quello di combattere l'attesismo e gli attesisti. «L'essenziale sostegno di questa tesi interpretativa», scrive Ranzato, «è costituito dalla effettiva debolezza di diverse motivazioni offerte dai responsabili dell'attentato stesso, o da pubblicisti e storici con essi solidali, senza che tuttavia in positivo ci sia alcuna documentazione che quella tesi dimostri, o ne faccia almeno inequivocabilmente desumere la validità». Secondo Ranzato, una spiegazione dell'attentato, più plausibile di quella proposta dai Benzoni, è quella secondo cui «l'avversione all'attesismo non è la sua finalità principale, ma è soltanto implicita in una linea di condotta che è propria della Resistenza, e cioè quella della lotta armata contro i tedeschi». Riguardo alla tesi interpretativa proposta da Giorgio Bocca nella sua Storia dell'Italia partigiana, laddove questo autore parla del terrorismo gappista come "pedagogia impietosa" realizzata mediante la deliberata provocazione delle rappresaglie tedesche (tesi richiamata anche dai Benzoni), Ranzato scrive che in quel passaggio, «peraltro opinabile», Bocca «si riferisce al gappismo in generale, mentre quando nello stesso libro scrive di via Rasella non esprime alcun giudizio del genere».
Ranzato giudica invero «poco convincenti» alcune delle motivazioni dell'attentato addotte dai comunisti, quali obbligare i tedeschi a rispettare la città aperta smilitarizzando la capitale oppure adempiere a una presunta richiesta degli Alleati in difficoltà sui campi di battaglia. Tali motivazioni «denotano una certa difficoltà da parte dei comunisti a giustificare pienamente quell'azione. Ma una difficoltà che, più che sorta allora, si è andata accumulando nel corso del tempo, via via che l'attendismo [...] si è imposto insieme al naturale pacifismo delle successive generazioni [...]. A quel tempo, tuttavia i presupposti e i fini della loro linea di condotta furono più semplici e aperti», consistendo nell'imperativo (che Ranzato esprime con le parole degli stessi Benzoni) di «combattere il nemico con ogni mezzo» essendo «la lotta armata quella che fa acquisire i maggiori meriti politici e morali». Sempre secondo Ranzato «non c'è dubbio che sta qui la sostanza, il nucleo guida, della Resistenza comunista» ed è obbedendo a tali princìpi che i gappisti romani portarono la guerra contro i tedeschi nel centro di Roma «senza esclusione di colpi», compiendo un attentato in relazione al quale «non potevano pensare che non avrebbe avuto luogo una rappresaglia».
Ranzato infatti non aderisce alla tesi, espressa in alcuni studi precedenti (come il risalente saggio di Battaglia o il più recente lavoro di Portelli), secondo cui a Roma, in virtù di una particolare politica d'occupazione mirante a occultare l'esistenza della lotta partigiana, prima del 23 marzo i tedeschi non avessero effettuato rappresaglie sulla popolazione, neanche in seguito ad attentati che avevano inflitto loro consistenti perdite. Secondo Ranzato, al contrario, anche prima di via Rasella i tedeschi «compirono immancabilmente delle rappresaglie a seguito di azioni partigiane che avessero loro provocato delle perdite cospicue».
In una «valutazione più complessiva dei vantaggi» che con l'attentato si volevano perseguire (non basata «solo sul conteggio delle vittime» da una parte e dall'altra), l'attentato fu «un incoraggiamento a chi già si batteva in altre parti d'Italia contro i tedeschi, un atto di belligeranza contro l'occupante germanico che reclamava di essere imitato e che [...] sarebbe stato imitato». Inoltre l'attentato fu un «segnale forte» che a Roma «ci fosse una consistente forza partigiana disposta a contribuire all'enorme sforzo» che i comandi alleati stavano compiendo.
Sempre secondo Ranzato, nel lungo periodo l'eccidio delle Ardeatine fu controproducente per i tedeschi, perché nell'italiano medio «dovette sorgere o rafforzarsi l'idea che il miglior esito della guerra fosse la sconfitta dei tedeschi e che, se non sotto minaccia, non si doveva collaborare con loro».